# Ukraiński Cmentarz Wojskowy w Aleksandrowie Kujawskim
Ukraiński Cmentarz Wojskowy w Aleksandrowie Kujawskim – cmentarz 17 żołnierzy Armii Czynnej URL osadzonych w grudniu 1920 w Obozie Internowania nr 6 i zmarłych w czasie pobytu w nim (przed rozformowaniem obozu jesienią 1921), znajdujący się przy ul. Narutowicza w Aleksandrowie Kujawskim. 7 czerwca 1995 roku wpisany do rejestru zabytków.
Cmentarz był miejscem uroczystości religijnych i patriotycznych organizowanych przez emigrantów ukraińskich przebywających w Polsce w okresie międzywojennym. Po 1945, gdy ukraińskie społeczności na Pomorzu i Kujawach uległy rozproszeniu, został zapomniany. Jego remont zainicjowali w 1991 historyk zajmujący się społecznością ukraińską w Polsce Emilian Wiszka oraz płk Szymon Smetana. Od 1993 w pierwszą sobotę czerwca cmentarz miejscem nabożeństw ekumenicznych.
Kompleks cmentarny składa się z kurhanu z krzyżem zaporoskim, 21 nagrobków z krzyżami, bez tablic imiennych oraz ogrodzenia z tablicami informacyjnymi.

## Okoliczności powstania cmentarza

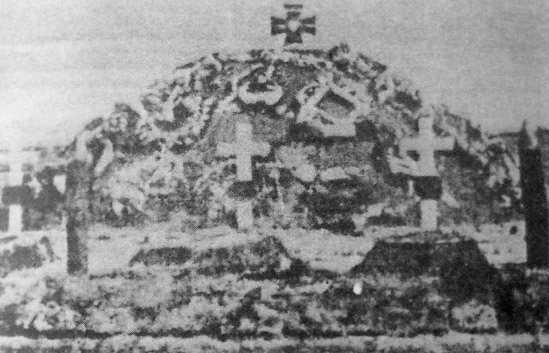
Widok cmentarza w 1931

Cmentarz zmarłych w obozie żołnierzy armii URL został założony jeszcze w okresie istnienia obozu przez innych internowanych. W 1921 Edward hr. Mycielski-Trojanowski przekazał na ten cel fragment gruntu sąsiadujący z zespołem baraków miejsca internowania. 24 lipca tego samego roku oficerowie przebywający w obozie urządzili wśród osadzonych kwestę na cel urządzenia cmentarza i wzniesienia na nim pomnika. Zebrano wówczas 20 tys. marek polskich, co pozwoliło na uporządkowanie grobów oraz przygotowanie projektu kurhanu pamiątkowego. Prace porządkowe oraz przy usypaniu pomnika wykonali sami osadzeni. Według opisu kurhanu powstałego bezpośrednio po jego powstaniu prezentował się on następująco:

Na kurhanie ustawiono czarny zaporoski krzyż. Na środku krzyża umieszczono herb – tryzub, a na ramionach napis w języku ukraińskim „bojownikom o wolność Ukrainy oficerowie i żołnierze 4 i 6 Dywizji”. Po drugiej stronie widniał napis: „Pro Ukraine libertate mortuis” i dalej po polsku „Bohaterom walki o wolność Ukrainy 4 i 6 Dywizje Ukraińskie – 1921”

Na przednim stoku kurhanu osadzeni umieścili tablicę z czerwonego piaskowca z napisem w języku ukraińskim Chaj woroh znaje, szczo kozaćka syła/szcze ne wmerła pid jarmom tyrana/szczo kożna stepowa mohyła/ce wiczna niepimszczena rana (pol. Niechaj wróg wie, że kozacka siła jeszcze nie umarła pod jarzmem tyrana, że każda stepowa mogiła to wieczna, niepomszczona rana (tł. Emilian Wiszka).

### Poświęcenie
18 września 1921 do Aleksandrowa Kujawskiego przybył główny kapelan Armii Czynnej URL, ks. Pawło Paszczewski, który odprawił Świętą Liturgię w kaplicy obozowej, po czym poświęcił cmentarz. Na uroczystości obecni byli przedstawiciele władz miasta. Mowy wygłosili jeden z urzędników miejskich, ks. Paszczewski oraz chor. Sołowczuk w imieniu społeczności obozu. Na 17 grobach złożono wieńce, podczas gdy Ukraińcy odśpiewali utwór Testament z tekstem Tarasa Szewczenki.
Cmentarz został otoczony drutem kolczastym z betonowymi słupkami z tryzubami, zaś groby przykryto darnią i umieszczono na nich tablice z nazwiskami pochowanych.

## Cmentarz jako miejsce pamięci
W dwudziestoleciu międzywojennym aleksandrowski cmentarz ukraiński był miejscem corocznych nabożeństw i uroczystości patriotycznych, skupiających społeczności emigrantów tej narodowości z całego terenie Pomorza i Kujaw. Przez Ukraińców był nazywany Kozacką Mogiłą. 29 maja 1927 po raz pierwszy odprawiono na nim panichidę w intencji Symona Petlury. Nabożeństwo celebrował kapłan z prawosławnej parafii św. Mikołaja w Toruniu Stepan Rudyk. Od tego roku panichidy w intencji Petlury i innych zmarłych uczestników walk o niepodległość Ukrainy stały się w Aleksandrowie Kujawskim tradycją; uczestniczyli w nich Ukraińcy z całego regionu. Po nabożeństwie organizowano akademie okolicznościowe. W 1930 Kozacka Mogiła została odnowiona przez grupę emigrantów pod nadzorem M. Czochy. W 1932 po raz pierwszy połączono ceremonię ku czci Petlury z obchodami rocznicy odrodzenia armii ukraińskiej.
Jak wspominał uczestnik uroczystości na cmentarzu w 1939, Wiktor Babicz:

Przyjeżdżaliśmy na poranną mszę w miejscowej cerkwi prawosławnej, która w tym dniu nie mogła pomieścić wiernych (...). Przybywali do Aleksandrowa Kujawskiego ludzie ze wszystkich możliwych stron (...). (...) około godziny dziesiątej wszyscy grupowali się wokół rynku. Tu zaczynały się formować oddziały byłych żołnierzy Armii Ukraińskiej Republiki Ludowej. Rozbrzmiewały nawoływania i raporty, padały komendy i rozkazy starszyzny. (...) Ukraiński Cmentarz Wojskowy był uporządkowany i przyozdobiony kwiatami

## Historia cmentarza po II wojnie światowej

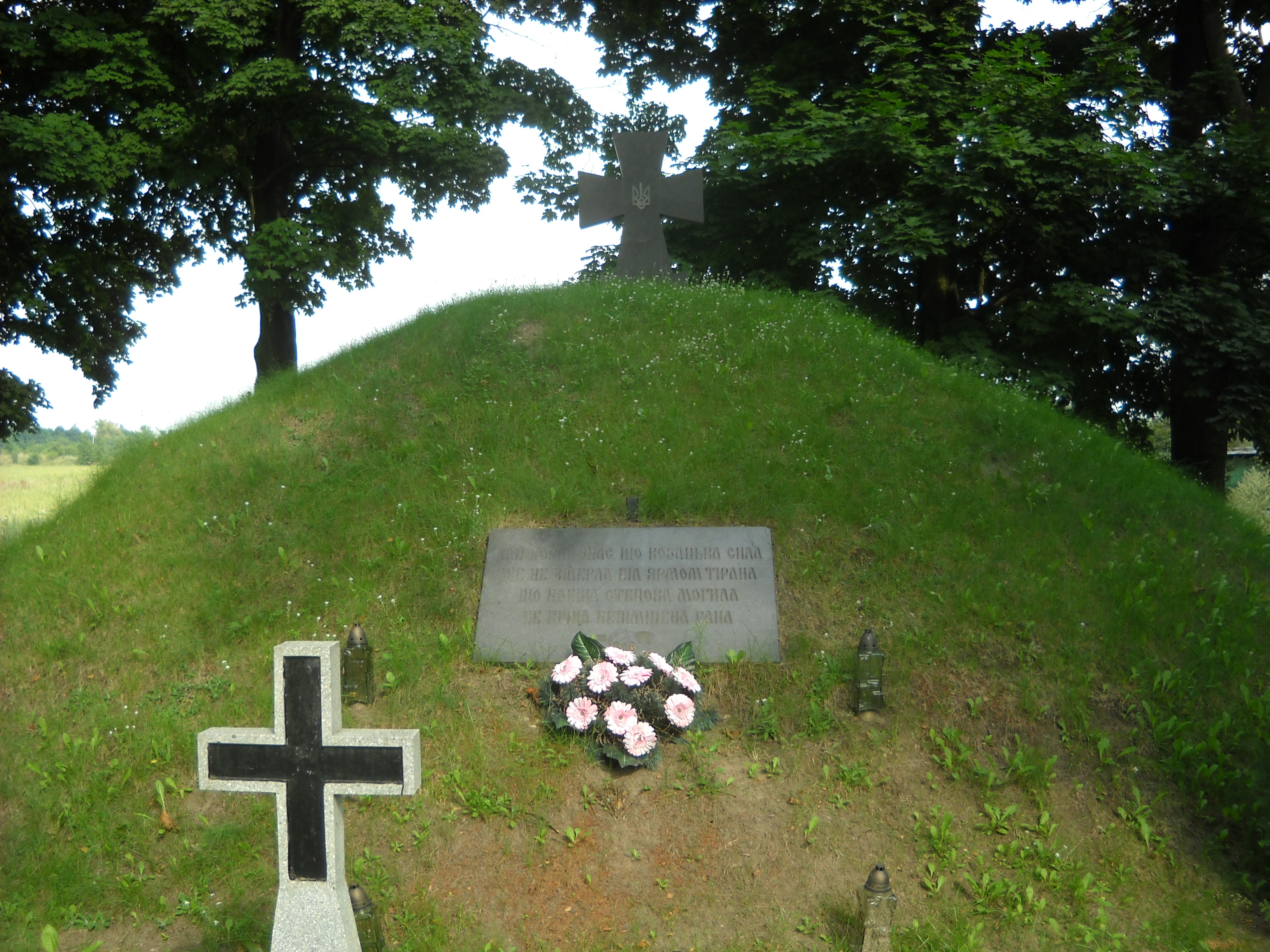
Kurhan na cmentarzu aleksandrowskim, lato 2010

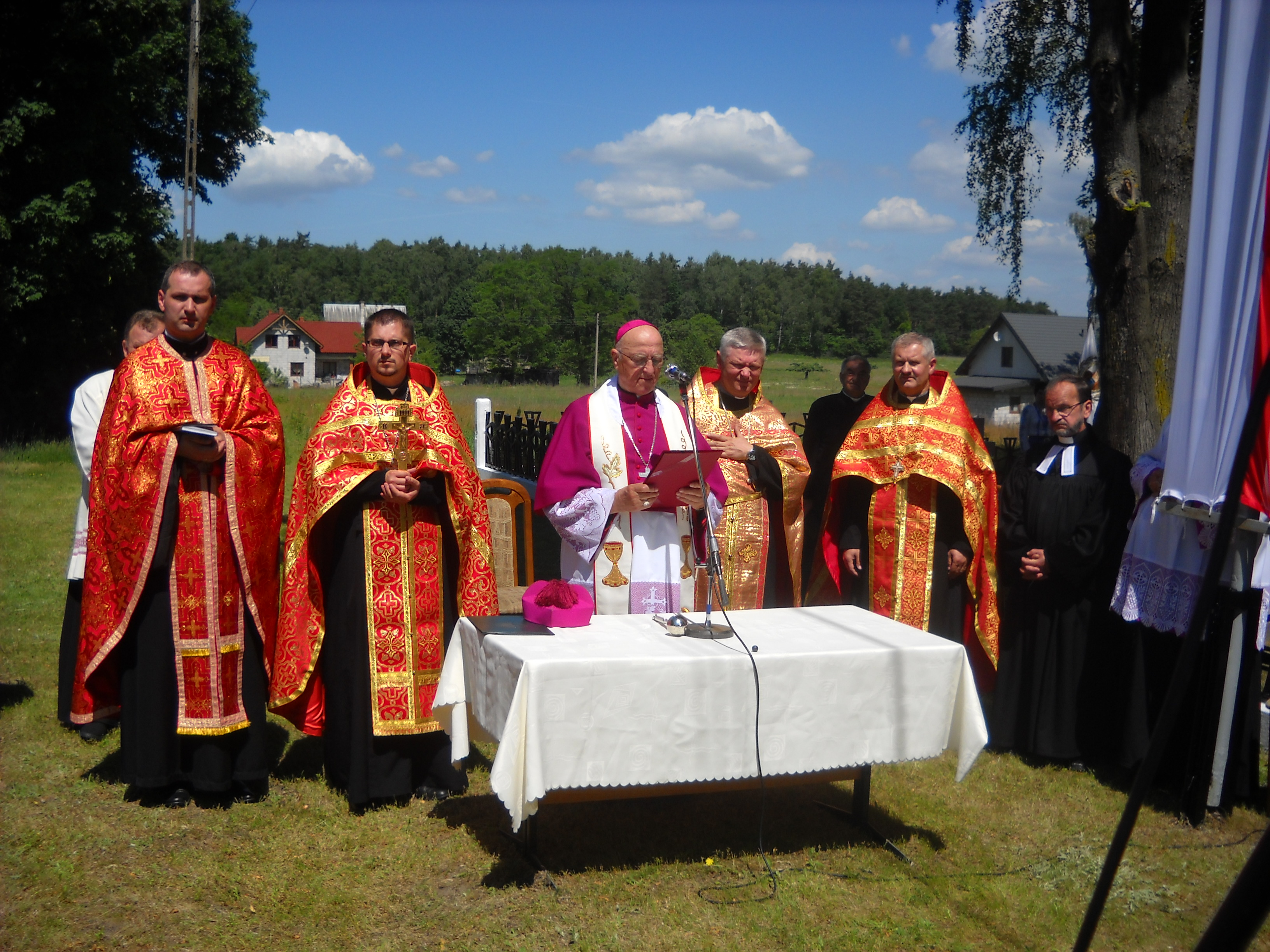
Modlitwa ekumeniczna z udziałem duchowieństwa prawosławnego, greckokatolickiego, rzymskokatolickiego i luterańskiego na cmentarzu, 4 czerwca 2011

Wobec rozproszenia społeczności emigrantów ukraińskich na Kujawach i Pomorzu, w tym grup istniejących w Aleksandrowie Kujawskim i Toruniu, cmentarz po 1945 został porzucony.
Do jej renowacji przystąpiono dopiero wiosną 1991 z inicjatywy Emiliana Wiszki i płk Szymona Smetany, z poparciem władz samorządowych, zwłaszcza burmistrza Aleksandrowa Kujawskiego Zdzisława Nasińskiego i jego zastępcy Stanisława Krysińskiego. Między kwietniem 1992 a wiosną 1993 wykonano prace porządkowe, w czasie których uzupełniono ogrodzenie z wykorzystaniem zachowanych słupków, przygotowano również nową tablicę pamiątkową z pierwotnym napisem, wykonanym w tej samej czcionce. Wykonawcą prac była lwowska firma „Nekropolis”. Patronat nad przedsięwzięciem objął Związek Ukraińców w Polsce oraz ambasada Ukrainy w RP, zaś na czele społecznego komitetu koordynującego prace stał Sławomir Mąkowski.
Odnowiony cmentarz otwarto 12 czerwca 1993, gdy duchowni prawosławni, greckokatoliccy, luterańscy i rzymskokatoliccy odprawili przy cmentarzu nabożeństwo ekumeniczne. Wśród nich byli katolicki biskup włocławski Bronisław Dembowski, greckokatolicki metropolita przemysko-warszawski Jan Martyniak, prawosławny arcybiskup łódzki i poznański Szymon oraz duchowny luterański ksiądz pastor Jerzy Molin. Władze niepodległej Ukrainy na uroczystości reprezentował ambasador Ukrainy w RP Hennadij Udowenko oraz minister obrony narodowej Wołodymyr Mulawa. Burmistrz Aleksandrowa Kujawskiego w swoim wystąpieniu podkreślał znaczenie działań na rzecz upamiętnienia wspólnej historii w kontekście integracji europejskiej. Z kolei przewodniczący Związku Ukraińców w Polsce Jerzy Rejt mówił o konieczności pojednania obydwu narodów i zapobieganiu walce między nimi w przyszłości.
Nabożeństwo ekumeniczne na cmentarzu odbywa się od tego roku w każdą pierwszą sobotę czerwca.

### Opracowania
- Babicz W., Panichida na Kozackiej Mogile w czerwcu 1939 (wspomnienia uczestnika) [w:] red. E. Wiszka, Aleksandrów Kujawski. Obozy jeńców i internowanych 1918–1921, Wydawnictwo Naukowe Uniwersytetu Mikołaja Kopernika, Toruń 2008, ISBN 978-83-231-2212-8
- Cieśla A., Odbudowa Ukraińskiego Cmentarza Wojskowego w Aleksandrowie Kujawskim (1992–1993), [w:] Aleksandrów Kujawski. Obozy jeńców i internowanych 1918–1921, Emilian Wiszka (red.), Toruń: Wydawnictwo Naukowe Uniwersytetu Mikołaja Kopernika, 2008, ISBN 978-83-231-2212-8, OCLC 750114961. Brak numerów stron w książce
- Waszkiewicz Z., Życie religijne w Obozie Internowanych nr 6 w Aleksandrowie Kujawskim w 1921 roku [w:] red. E. Wiszka, Aleksandrów Kujawski. Obozy jeńców i internowanych 1918–1921, Wydawnictwo Naukowe Uniwersytetu Mikołaja Kopernika, Toruń 2008, ISBN 978-83-231-2212-8
- Emilian Wiszka, Emigracja ukraińska w Polsce 1920–1939, Toruń: MADO, 2005, ISBN 83-89886-08-1, OCLC 830781355. Brak numerów stron w książce

### Opracowania online
- UKRAIŃSKI CMENTARZ WOJSKOWY
- Aleksandrów Kujawski – cmentarz wojenny